# Stenaria
Stenaria  es un género con cinco especies de plantas con flores perteneciente a la familia de las rubiáceas.
Es nativo del centro y este de Estados Unidos y de las Bahamas.

## Taxonomía
Stenaria fue descrita por (Raf.) Terrell y publicado en Sida 19(3): 592, en el año 2001.

## Especies
- Stenaria butterwickiae (Terrell) Terrell (2001).
- Stenaria mullerae (Fosberg) Terrell (2001).
- Stenaria nigricans (Lam.) Terrell (2001).
- Stenaria rupicola (Greenm.) Terrell (2001).
- Stenaria umbratilis (B.L.Rob.) Terrell (2001).